# Брукер, Уилбер Марион
Уилбер Марион Брукер (англ. Wilber Marion Brucker; 23 июня 1894 года, Сагино, штат Мичиган, США — 28 октября 1968 года, Детройт, штат Мичиган, США) — американский государственный деятель, губернатор штата Мичиган (1931—1933), министр армии США (1955—1961).

## Биография
Родился в семье члена Палаты представителей Конгресса США Фердинанда Брукера. В 1916 г. окончил Мичиганский университет и поступил в Национальную гвардию штата Мичиган; служил в 33-м пехотном полке, после переподготовке в Первом офицерском тренировочном лагере Первого в Форте Шеридан, штат Иллинойс, был произведен в лейтенанты. В 1917—1918 гг. участвовал в Первой мировой войне во Франции в составе 166-м стрелковом подразделении 42-й дивизии, в боях под Шато-Тьерри, Сент-Миелем и Мёз-Аргоннами.
- 1919—1923 гг. — заместитель прокурора,
- 1923—1927 гг. — прокурор округа Сагино, штат Мичиган,
- 1927—1928 гг. — заместитель генерального прокурора,
- 1928—1930 гг. — генеральный прокурор штата Мичиган,
- 1930—1932 гг. — губернатор штата Мичиган. В период его пребывания в должности основные изменения произошли в правоохранительной сфере: увеличился штат полиции, плавилось отделение полиции в городе Лансинг. Кроме того, был принят закон, согласно которому жюри присяжных могли рассматривать дело о городском мошенничестве,
- 1936 г. — баллотировался от Республиканской партии в Сенат США, но проиграл демократу Прентиссу Брауну,
- 1937—1954 гг. — членом адвокатского бюро Clark, Klein, Brucker and Waples; в 1954—1955 гг. — юридический советник (главный юрисконсульт) Министерства обороны во время слушаний Армия-Маккарти.

В 1955—1961 гг. — министр армии США в администрации Дуайта Эйзенхауэра. На этот период пришелся ряд крупных технологических достижений, особенно в создании космических спутников, что тем не менее соответствовало опасной доктрины массированного возмездия. Под его военного руководством была разработана пятизвенная концепция организация дивизий с упором на стратегический армейский корпус (Strategic Army Corps -STRAC), способный нанести внезапный удар по противнику. Под его кураторством был запущен первый искусственный спутник Эксплорер-1. 
Уйдя в отставку, работал юристом в адвокатском бюро Brucker and Brucker. В 1961—1968 гг. являлся членом Наблюдательного совета «Фонда свободы».